# Sérvia Morávia
Sérvia Morávia (em sérvio:  Моравска Србија - Moravska Srbija) é o nome utilizado na historiografia moderna para fazer referência ao maior e mais poderoso estado que emergiu das ruínas do Império Sérvio. Ele foi criado em 1373 e atingiu sua maior extensão territorial em 1379 através da atividade política e militar de seu primeiro monarca, o príncipe Lázaro Hrebeljanović. O estado abrangia as bacias dos rios Grande Morava, Morava do Oeste e Morava do Sul.
O nome "Sérvia Morávia" não deve implicar alguma ligação entre o estado sérvio e a região da Morávia, na moderna República Tcheca. O adjetivo "morávio" é simplesmente uma referência aos rios que corriam por todo o estado.

## História

### Primeiros anos
Lázaro Hrebeljanović nasceu por volta de 1329 na fortaleza de Prilepac, perto da cidade de Novo Brdo, na região de Cosovo, na época parte do Reino da Sérvia. Ele era membro da corte do imperador sérvio Estêvão Uresis IV e de seu sucessor, Estêvão Uresis V (r. 1356–1371). O reinado de Uresis foi caracterizado pelo enfraquecimento da autoridade central e pela gradual desintegração do Império Sérvio. Poderosos nobres tornaram-se praticamente independentes em seus domínios.
Lázaro deixou a corte de Uresis em 1363 ou 1365 e tornou-se um senhor regional. Ele passou a ter o título de príncipe pelo menos desde 1371. Seus domínios se expandiram num primeiro momento na sombra de outros senhores locais mais poderosos. Os mais poderosos eram os irmãos Mrnjavčević, Blucasino Demétrio e João Ugleses, que foram derrotados e mortos pelos turcos otomanos na Batalha de Maritsa em 1371, permitindo que Lázaro tomasse parte de seus territórios. Lázaro e Tordácato II, o bano da Bósnia, derrotaram juntos em 1373 outro poderoso nobre, Nikola Altomanović e Lázaro se apossou de boa parte de seu território. Na mesma época, Lázaro aceitou a suserania do rei Luís I da Hungria, que concedeu-lhe a região de Mačva - ou ao menos parte dela. Com todos estes ganhos territoriais, Lázaro emergiu como o mais poderoso senhor feudal sérvio e o estado independente que ele criou é conhecido historiograficamente como "Sérvia Morávia".

### Sérvia Morávia
A Sérvia Morávia atingiu sua máxima extensão em 1379, quando Lázaro tomou as regiões de Braničevo e Kučevo, expulsando o vassalo húngaro Radič Branković Rastislalić. O seu estado tornou-se então maior do que o de qualquer outro senhor feudal on território do antigo Império Sérvio. Ele também tinha um governo melhor organizado e um bom exército. O estado abrangia as bacias dos rios Grande Morava, Morava do Oeste e Morava do Sul, seguindo da nascente do Morava do Sul para o norte até o Danúbio e o Sava. Sua fronteira noroeste corria ao longo do rio Drina. Além da capital, Kruševac, estado incluia ainda as importantes cidades de Niš e Užice, além de Novo Brdo e Rudnik, dois ricos centros de mineração da Sérvia medieval. De todas as terras sérvias, o estado de Lázaro é a que estava mais distante dos centros otomanos e estavam, por isto, menos expostas às frequentes incursões inimigas. Esta relativa segurança atraiu muitos imigrantes das áreas mais ameaçadas pelos turcos, que construíram novas vilas e chalés em regiões anteriormente pouco habitadas e não cultivadas da Sérvia Morávia. Havia também muitos líderes religiosos entre os imigrantes, o que estimulou um renascimento dos antigos centros eclesiásticos e a fundação de novos.
Um esquadrão turco que passou sem resistência através dos territórios de vassalos otomanos invadiu a Sérvia Morávia em 1381. Ele foi aniquilado pelos nobres de Lázaro, Crepo Vukoslavić e Vitomir na Batalha de Dubravica, travada perto da cidade de Paraćin. Em 1386, o sultão otomano Murade I liderou pessoalmente uma força muito maior que tomou Niš. Não se sabe se o confronto entre os exércitos de Lázaro e do sultão em Pločnik, um local ao sul de Niš, aconteceu antes ou depois da captura da cidade, mas é certo que Lázaro conseguiu repulsá-lo. Depois da morte do rei Luís em 1382, uma guerra civil irrompeu no Reino da Hungria, na qual Lázaro participou brevemente como um dos adversário do príncipe Sigismundo de Luxemburgo, enviando tropas para lutar nas regiões de Belgrado e Sírmia. Estes combates resultaram em ganhos territoriais para Lázaro, que firmou a paz com Sigismundo em 1387.

### Vassalo otomano
Na Batalha de Cosovo, travada em 15 de junho de 1389, Lázaro liderou o exército que enfrentou um enorme exército invasor otomano comandado pelo sultão Murade I. Os dois perderam a vida no combate e, embora a batalha tenha sido um empate tático, as perdas devastadoras de ambas as forças tiveram muito mais impacto para os sérvios. Lázaro foi sucedido por seu filho mais velho, Estêvão Lazarević que, como ainda era menor, governou com a ajuda de sua mãe, a princesa Milica da Sérvia. Ela foi atacada pelo norte apenas cinco meses depois da batalha pelas forças do rei Sigismundo. Quando as forças turcas, que marchavam para a Hungria, alcançaram a fronteira da Sérvia Morávia no verão de 1390, Milica, ameaçada, aceitou a suserania turca.
Estêvão Lazarević participou como um vassalo otomano da Batalha de Karanovasa em 1394, da Batalha de Rovina em 1395, da Batalha de Nicópolis em 1396 e na Batalha de Ancara em 1402. Depois desta, ele recebeu o título de déspota da Sérvia e, no ano seguinte, proclamou Belgrado a capital do Despotado da Sérvia, como ficou conhecido seu novo estado.

## Príncipes
- Lázaro Hrebeljanović (r. 1373–1389)
- Estêvão Lazarević (r. 1389–1402)